# Amenity's Life
《Amenity's Life》是HOOKSOFT制作的一部Windows平台日本成人戀愛冒險游戏，已於2016年12月22日發售。已於2017年5月26日發售Fandisc《Amenity's Life MiniFanDisc -レゾナ＆板野奏 Ver.-》。

## 系統
《Amenity's Life》作為一款戀愛冒險游戏，玩家會與遊戲中女主角互動以推動劇情發展。玩家在遊玩《Amenity's Life》時將會花費時間觀看出現在螢幕上的文字敘述、人物對話以及角色心理等，藉由這樣的方式除了讓故事獲得進展外，也可以與遊戲角色對話進行交流。玩家可以選擇不同選項，並隨著遊戲的進行而與女主角關係漸趨親密，甚至最後還有可能發生更加親密的關係。

## 故事
主角久瀨怜二過著和平时一樣的生活，有一天醒来後身旁卻睡著一位赤身裸体的女孩子，並自称是他的手機。之後又出现了自稱久瀨怜二的耳機、久瀨怜二家裡的烤箱的女孩子……

## 登場角色
久瀨怜二
《Amenity's Life》的主人公。
長嶺美栗（配音：三井京子）
從幼稚園时代起就和主人公在一起的青梅竹馬。擅長社交，因此有很多朋友。
麻帆（配音：萌花ちょこ）
因为平时受到身为所有者主人公的爱護，許願想要報恩而擬人化的少女。平时有滿臉笑容。
板野奏（配音：星鹿りえ）
轉學生。主人公的同學。
香山菜瑠（配音：上原葵）
主人公的友人的妹妹。由於有個被稱為色情片專家的哥哥的關係，經常遭到誤解，因此非常討厭哥哥。
藤堂望希（配音：くすはらゆい）
主人公的學妹，有著「手倉森學園的王子大人」之稱。

## 製作人員
《Amenity's Life》的劇本是由、松倉慎二負責，音樂由折倉俊則負責。

## 音樂
《Amenity's Life》的主題歌是由Ayumi演唱的《Love Loading!!!》，片尾曲為霜月遙演唱的，特別歌曲為橋本美雪演唱的。以上3首均由折倉俊則作曲和編曲，作詞。

## 評價
《Amenity's Life》在日本美少女游戏与动画相关商品销售网站Getchu.com的2016年12月销量榜上排名第12名。